# Americano (bài hát)
"Americano" là một bài hát của nữ nghệ sĩ thu âm người Mỹ Lady Gaga trích từ album thứ hai của cô ấy, Born This Way (2011).

## Danh sách track
Tải nhạc số
- "Americano" – 4:06

Born This Way: The Remix
- "Americano" (Gregori Klosman Remix) - 6:07 [2]

## Bảng xếp hạng
| Bảng xếp hạng (2011)                         | Vị trí cao nhất |
| -------------------------------------------- | --------------- |
| Billboard Hot Dance/Electronic Digital Songs | 17              |
| South Korea Gaon International Chart         | 98              |